# De Hopeloze Heks
De Hopeloze Heks (Engels: The Worst Witch) is een kinderboekenreeks, geschreven door de Britse kinderboekenschrijfster Jill Murphy.

## Verhaal
Merel Hobbel is een leerlinge aan de "Kakelacademie", een heksenschool. Maar ze brengt er niet veel van terecht omdat haar toverdrankjes mislukken en vliegen op de bezem lukt ook maar net.

## De boeken
1. De Hopeloze Heks (The Worst Witch) (1974)
2. De Hopeloze Heks slaat opnieuw toe (The Worst Witch Strikes Again) (1980)
3. De Hopeloze Heks zit in de knoei (A Bad Spell for the Worst Witch) (1982)
4. De Hopeloze Heks gaat naar zee (The Worst Witch All at Sea) (1993)
5. De Hopeloze Heks redt de School (The Worst Witch Saves the Day) (2005)
6. De Hopeloze Heks weet het beter (The Worst Witch to the Rescue) (2007)
7. The Worst Witch and the Wishing Star (2013)
8. First Prize for the Worst Witch (2018)

## Adaptaties
- Het eerste boek uit de serie werd in 1986 omgezet in de televisiefilm The Worst Witch.
- Vanaf 1998-2001 werd een Brits-Canadese televisieserie The Worst Witch gemaakt, die ook nagesynchroniseerd in Nederland en België werd uitgezonden.
- In 2001 volgde de sequel Weirdsister College als vervolg op de televisieserie uit 1998.
- Een tweede spin-off volgde met de televisieserie The New Worst Witch van 2005 tot 2007.
- Van 2017 tot 2020 werd een Brits-Duitse fantasy-dramaserie The Worst Witch uitgezonden op CBBC en ZDF en internationaal op de streamingdienst Netflix.
- Een muzikale toneelproductie genaamd The Worst Witch Live werd in 2018 vertoond in het Royal & Derngate Theatre in Northampton als kerstshow en toerde in 2019 door het Verenigd Koninkrijk op zo'n 16 verschillende locaties, onder meer in het Vaudeville Theatre in het Londense West End van 24 juli tot 8 september 2019. De show ontving een Olivier Award voor beste familieshow in 2020